# WWK Arena
El WWK Arena, es un estadio de fútbol ubicado en la Augsburgo, Alemania. Se utiliza sobre todo para partidos de fútbol donde ejerce de local el F. C. Augsburgo. Actualmente tiene una capacidad para 30 660 personas. Fue inaugurado en 2009 y reemplazo al antiguo Rosenaustadion.

## Eventos

### Copa Mundial Femenina de Fútbol Sub-20 de 2010
El WWK Arena también fue uno de los cuatro estadios elegidos para albergar encuentros de la Copa Mundial Femenina de Fútbol Sub-20 de 2010, en esta edición disputada entre julio y agosto de 2010 en Alemania, la ciudad de Augsburgo albergó un total de seis partidos, siendo los cinco primero de la primera fase y uno de cuartos de final. Los encuentros que se jugaron en este estadio fueron:
| Fecha               | Fase             | Equipo          |                            | Resultado   |                    | Equipo  | Espectadores |
| ------------------- | ---------------- | --------------- | -------------------------- | ----------- | ------------------ | ------- | ------------ |
| 14 de julio de 2010 | Primera fase     | Inglaterra      | Bandera de Inglaterra      | 1 - 1       | Bandera de Nigeria | Nigeria | 2400         |
| 14 de julio de 2010 | Primera fase     | México          | Bandera de México          | 3 - 3       | Bandera de Japón   | Japón   | 2400         |
| 17 de julio de 2010 | Primera fase     | Nigeria         | Bandera de Nigeria         | 2 - 1       | Bandera de Japón   | Japón   | 3100         |
| 21 de junio de 2010 | Primera fase     | Inglaterra      | Bandera de Inglaterra      | 0 - 1       | Bandera de México  | México  | 3100         |
| 20 de junio de 2010 | Primera fase     | Corea del Norte | Bandera de Corea del Norte | 2 - 3       | Bandera de Suecia  | Suecia  | 26 273       |
| 25 de julio de 2010 | Cuartos de final | Estados Unidos  | Bandera de Estados Unidos  | 1 - 1 (3:4) | Bandera de Nigeria | Nigeria | 7135         |

### Copa Mundial Femenina de Fútbol de 2011
El WWK Arena también fue uno de los nueve estadios elegidos para albergar encuentros de la Copa Mundial Femenina de Fútbol de 2011, en esta edición disputada entre junio y julio de 2011 en Alemania, la ciudad de Augsburgo albergó un total de cuatro partidos, siendo los tres primero de la primera fase y uno de cuartos de final. Los encuentros que se jugaron en este estadio fueron:

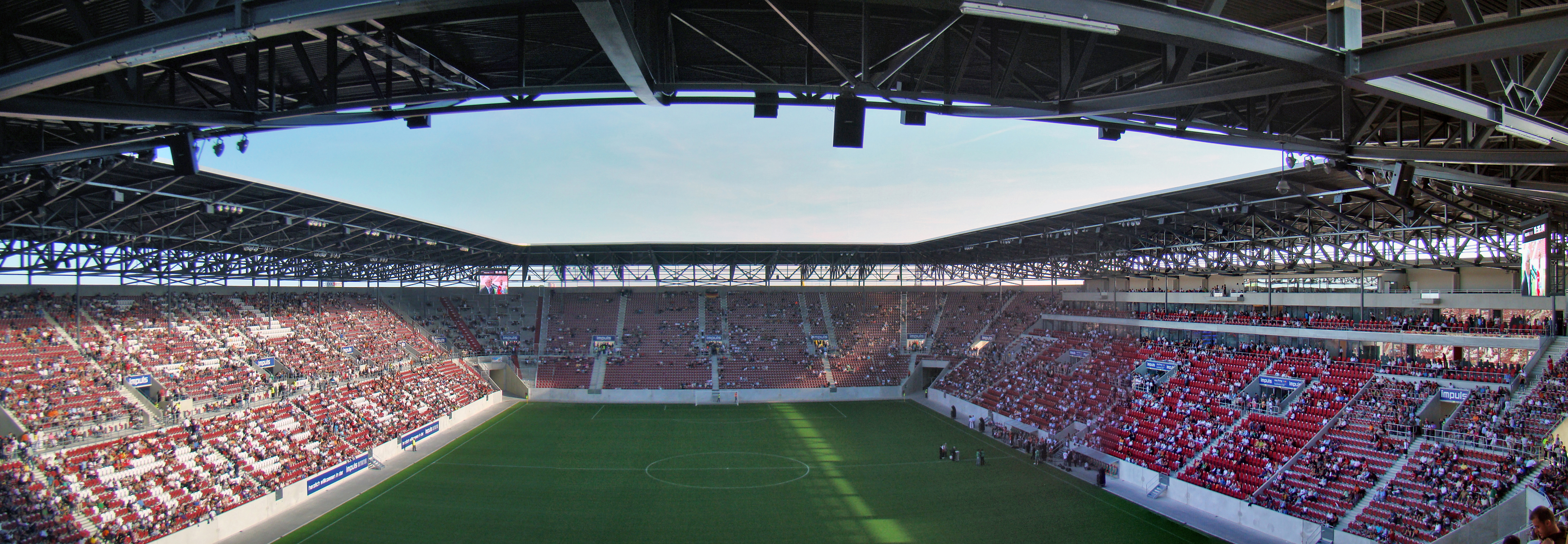
Imagen panorámica del estadio.

| Fecha               | Fase             | Equipo          |                            | Resultado |                              | Equipo            | Espectadores |
| ------------------- | ---------------- | --------------- | -------------------------- | --------- | ---------------------------- | ----------------- | ------------ |
| 29 de junio de 2011 | Primera fase     | Noruega         | Bandera de Noruega         | 1 - 0     | Bandera de Guinea Ecuatorial | Guinea Ecuatorial | 12 928       |
| 2 de julio de 2011  | Primera fase     | Corea del Norte | Bandera de Corea del Norte | 0 - 1     | Bandera de Suecia            | Suecia            | 23 768       |
| 17 de julio de 2010 | Primera fase     | Inglaterra      | Bandera de Inglaterra      | 2 - 0     | Bandera de Japón             | Japón             | 20 777       |
| 25 de julio de 2010 | Cuartos de final | Suecia          | Bandera de Suecia          | 3 - 1     | Bandera de Australia         | Australia         | 24 605       |